# Oignies-en-Thiérache
Pour les articles homonymes, voir Oignies.
Oignies-en-Thiérache (en wallon Wegniye) est un village de Région wallonne situé dans l'Entre-Sambre-et-Meuse. Administrativement il fait partie de la commune de Viroinval et de la province de Namur (Belgique). C'était une commune à part entière avant la fusion des communes de 1977. Oignies se trouve sur le territoire du Parc national de l'Entre-Sambre-et-Meuse (ESEM).

## Géographie
Juché à 365 mètres d'altitude, Oignies est le village le plus haut et le plus méridional de l'entité de Viroinval. Sa situation géographique particulière (il fait clairière au cœur de la grande forêt du parc naturel Viroin-Hermeton) en fait un village particulièrement calme.
En 1995, Oignies marqua sa situation unique comme « centre géographique de l'Europe des Quinze » par une œuvre de Bernard Tirtiaux : la Cathédrale de Lumière.

## Évolution démographique
- Source: DGS, 1831 à 1970=recensements population, 1976= habitants au 31 décembre

## Histoire
Oignies faisait partie de la principauté de Liège. C'est une commune du département des Ardennes avant d'être transférée à la province de Namur en 1815.
La commune s'appelait "Oignies" jusqu'en 1963.
Ce village fut surnommé le « village des veuves » parce que les hommes y travaillaient dans des ardoisières (carrières de schistes) dont la poussière provoque la même maladie que celle du mineur, la silicose, ce qui réduisait leur espérance de vie à 40 ans.

## Patrimoine et culture

### Patrimoine architectural
- Eglise Saint-Rémy. Reconstruite en 1842 et 1843 par l'architecte Blampain de Namur, édifice de style néo-classique[3].
- Chapelle Sainte-Barbe, rue de Fumey. Elevé par les ouvriers de Oignies en 1890[3].
- Chapelle Saint-Antoine, rue Neuve. (XIXe siècle)[3].

## Galerie

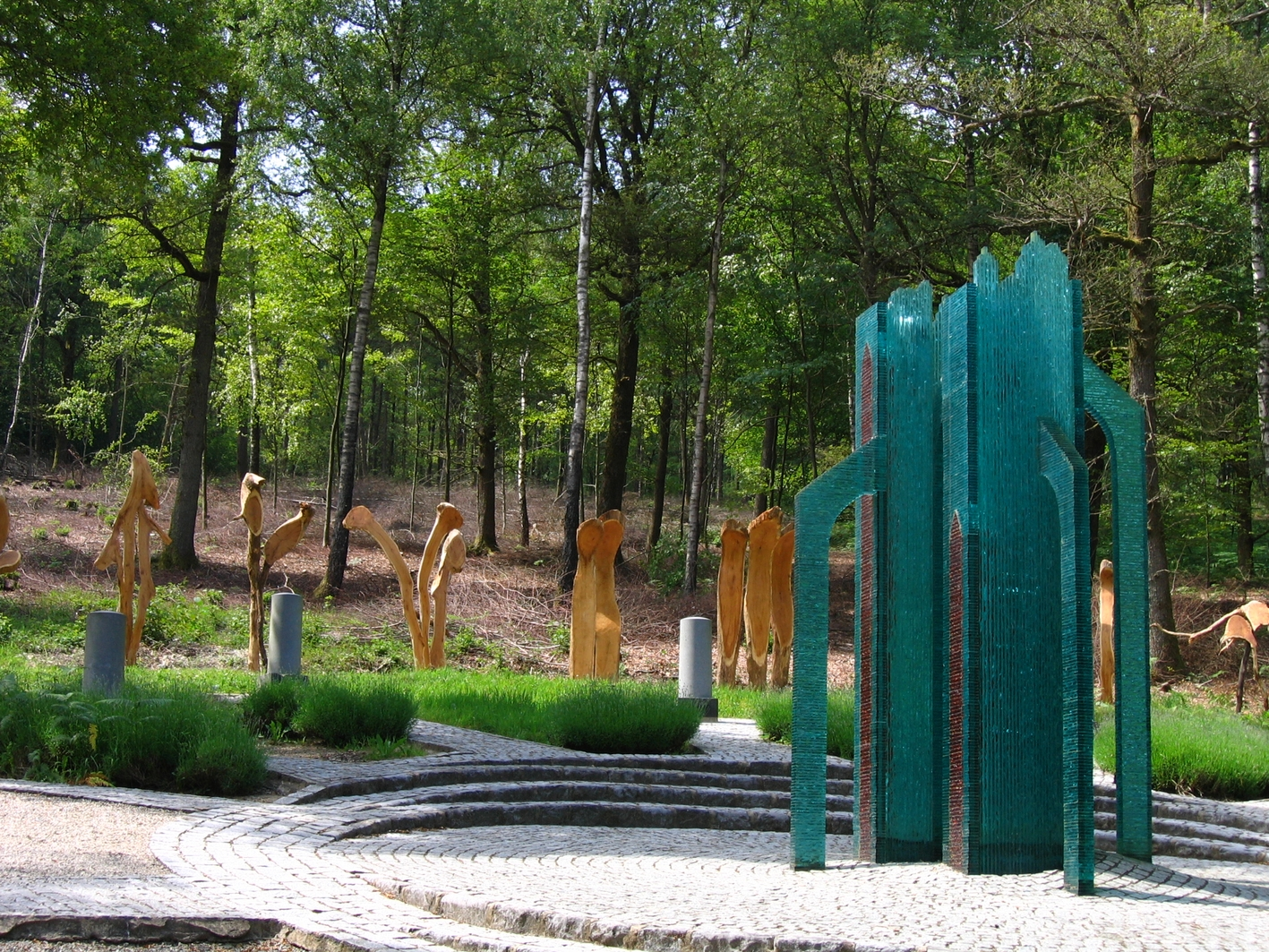
Centre géographique de l'Europe des 15.
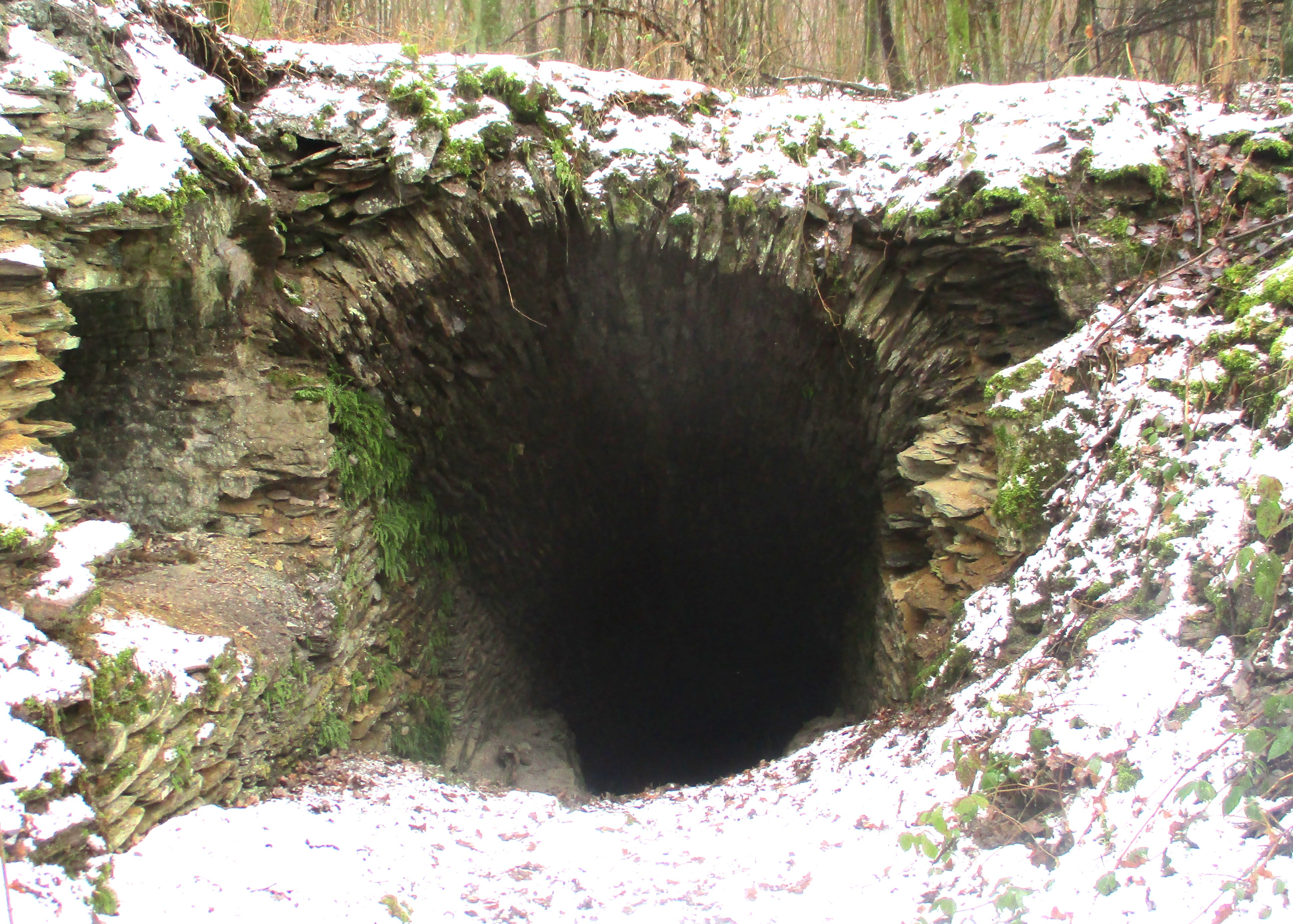
Descenderie de l'ancienne ardoisière de l'Hamériaine dans les bois.